# Хажиновская Шида
Хажиновская Шида — река в Ишимбайском районе Башкортостана, правый приток Селеука. Длина реки — 24 км, площадь водосбора — 88,7 км².
Исток реки находится в уральской тайге.
По берегу реки расположены деревни Хазиново и Азнаево.
Вдоль русла реки, то с правой, то с левой стороны, проложена местная дорога из Азнаево в Асиялан.
Недалеко от деревни Хазиново находится карстовый источник Берхомут, часть воды которого течёт в реку Хажиновская Шида, часть для снабжения питьевой водой города Стерлитамака.

## Топографическая карта
- Лист карты N-40-89. Масштаб: 1 : 100 000. Состояние местности на 1983 год. Издание 1985 г.